# La Musique consolatrice
La Musique consolatrice est un essai de Georges Duhamel publié aux éditions du Rocher en 1944.

## Résumé
Cet essai de Georges Duhamel est écrit durant la Seconde Guerre mondiale, période particulièrement mal vécue par l'auteur dont l'œuvre littéraire fut en partie interdite par l'occupant allemand. Durant ces années, il poursuit ses activités à l'Académie française, et trouve refuge dans la musique, qui constitue pour lui un élément essentiel de sa vie depuis qu'il se mit à la pratiquer en amateur éclairé tardivement à 32 ans, sous l'impulsion de M. Prudhomme chef de musique du Premier régiment de ligne, durant la Première Guerre mondiale lors de laquelle il sert comme chirurgien ambulatoire derrière le front.
Georges Duhamel décide d'écrire un essai sur le rôle que tient la musique dans sa vie en insistant notamment sur la place essentielle de deux compositeurs allemands qui lui sont chers : Jean-Sébastien Bach, maître de la « musique pure », et Richard Wagner, le « mage ». Agnostique, si ce n'est athée, il décrit également le profond caractère religieux que revêt pour lui la musique,. Lié par de nombreuses amitiés musicales, ce sont notamment le musicien et compositeur Albert Doyen (qui l'initie à Wagner dès 1905 et le guidera durant plus de 30 ans) et le peintre Geoffroy-Dechaume, père du musicologue Antoine Geoffroy-Dechaume, qui seront ses compagnons pour les nombreux concerts de chambre hebdomadaires qu'organise Georges Duhamel chez lui.
Lors de l'édition de 1989, est ajouté en annexe un Hommage à la musique française constitué d'une collection de textes prononcés et publiés lors de conférences données par l'auteur dans les années 1950.

## Éditions
- La Musique consolatrice, éditions du Rocher, Monaco, 1944, rééd. 1950, 1961 et 1989  (ISBN 9782268008486) (préface d'Antoine Duhamel).
- (cs) Hudba utĕs̆itelka, trad. Dagmar Malá, éd. Symposion, Prague, 1947 (OCLC 85427296).
- (nl) De tovertuin der muziek, trad. W Petersen, éd. In den Toren, Naarden, 1949 (OCLC 66262636).
- (de) Trost der Musik, trad. Jutta Knust et Theodor Knust, éd/ Langen/Müller, Munich, 1955 (OCLC 73329867).
- (ja) 慰めの音楽 / Nagusame no ongaku, trad. Kihachi Ozaki, éd. 白水社, 1999  (ISBN 9784560037454).